# أحمد الحملاوي
الشيخ أحمد بن محمد بن أحمد الحملاويّ (1856 - 1928 م) عالم لغوي مصري. وأحد رواد علم اللغة والصرف بالقرن التاسع عشر. مؤلف كتاب فن الصرف الشهير شذا العرف في فن الصرف.

## نسبه
ولد سنة 1273 هجرية – 1856 م. ينتمي إلى الدوحة العلوية الكريمة، نسبة إلى منية حمل من قرى بلبيس بمحافظة الشرقية بمصر.

تربّى في حجر والده، وقرأ وتلقى كثيراً من العلوم الشرعية والأدبية عن أفاضل عصره، ثم دخل مدرسة دار العلوم، وتلقّى الفنون المقرّرة قراءتها بها.
ونال الشيخ إجازة التدريس من دار العلوم سنة 1306 هـ = 1888 م، فعيّن مدرساً بالمدارس الابتدائية بوزارة المعارف. ثم عندما أعلنت دار العلوم حاجتها إلى مدرّس للعلوم العربية، وعقدت لذلك امتحان مسابقة كان الشيخ من أوائل المبرّزين فيه، فنقل إلى دار العلوم.
وفي سنة 1897 ترك الأستاذ التدريس بمدارس الحكومة، مؤثراً الاشتغال بالمحاماة في المحاكم الشرعية، وفي أثناء ذلك أقبل على التحضير لنيل شهادة العالمية من الأزهر، فنال بغيته، وكان أوّل من جمع بين العالمية وإجازة التدريس من دار العلوم. وعلى أثر ذلك عهدت إليه الجامعة الأزهرية في تدريس التاريخ والخطابة والرياضيات لطلابها. وفي سنة 1902 أضيفت إليه مع ذلك نظارة مدرسة عثمان باشا ماهر، وقد قضى الشيخ أحمد الحملاوي في نظارة هذه المدرسة خمساً وعشرين سنة، انتفع به فيها طلاب كثيرون، كان يمدّهم بمعارفه المتفنّنة الواسعة، ويتعهدهم بالتربية الإسلامية والقومية القوية، ويزوّدهم بنصائحه وتجاربه الكثيرة؛ إلى أن علت سنه، فآثر الراحة، وترك العمل سنة 1928 م.

## سماته الشخصية
أوتي الشيخ بسطة في الجسم، ووجاهة ووسامة في الهيئة والوجه، مع حسن ذوق واعتناء بالزيّ، فكانت رؤيته تملأ العين جلالة، والنفس مهابة، ومنح قوّة في الصوت واللسان، فكان حسن الإعراب والبيان، يحرص على العربية دائماً، لا يشوب كلامه شائبة من عامية أو لكنة، أو عيّ أو حصر، وإنما ينساب حديثه في النفس انسياب النهر المتدفق في رزانة ووقار، وكان حسن العرض للكلام، جيّد الإنشاد للشعر، لا يملّ حديثه وإن طال، ولا يسأم إنشاده وإن بلغت قصائده المئين من الأبيات في بعض الأحيان. وكانت فصاحة الشيخ، ونصاعة بيانه، وجودة إلقائه، وحسن أدائه، وتمام شرحه للفكرة تعرض له، يجعلها نقشاً ثابتاً في نفوس سامعيه، فلا يحتاج الطالب إلى استذكار أو معاودة درس، وحسبه أن يتخيل الشيخ وهو يلقي بيانه، فتمرّ عليه صور الكلام التي تجدد الموضوع، وتحييه في ذاكرته، وتغنيه عن معاودة درسه، أو معاناة حفظه. ولهذه المزية البارعة في بيان الشيخ وتجويد إلقائه، أثمر تعليمه ثمراً طيباً في نفوس من أخذوا عنه، فحصّلوا في الزمن اليسير، ما يحتاج أمثالهم في تحصيله إلى طوال السنين. هذا مما جعل تلاميذه يعجبون به، ويحرصون على الأخذ عنه، والتعلق بأسبابه وآدابه، وجعلته بين العلماء والأدباء ورجال القضاء والمحاماة، موضع الثقة وحسن التقدير، ومفزع الرأي والمشورة، ومحلّ السرّ والنّجوى.

## معارفه العلمية
كسب الشيخ معارفه العلمية في بيئتين:

### بيئة الأزهر
درس فيه علوم الدين: من تفسير، وحديث وعقائد، وفقه، على مذهب الشافعيّ، الذي خالط حبّه شغاف قلبه، وتمكن من نفسه، ودرس العلوم اللسانية: من نحو، وصرف، وعروض، وبلاغة، ووضع... الخ، على شيوخ عصره، وأحرز من كل ذلك قسطاً موفوراً، دلّ عليه تمكنه منها في كتبه ودروسه، وإحرازه درجة العالمية، بعد تركه خدمة الحكومة.

### بيئة دار العلوم
أنشأ دار العلوم علي مبارك باشا وزير المعارف المصرية، لتخريج معلمين، يحسنون تعليم اللغة العربية والدين، لتلاميذ المدارس الابتدائية والثانوية. وكان طلابها حينئذ ينتخبون بامتحان مسابقة من صفوة الطلاب الأزهريين، الذين أنهوا دراساتهم أو كادا ينتهون منها، وكانوا يدرسون فيها العلوم الدينية والعربية لزيادة التمكن، إلى جانب العلوم التي لم تكن في الأزهر: من بيداجوجيا، وأدب، ولغة، وكتابة، وخطابة، ورياضيات، وطبيعيات، وتاريخ، وجغرافيا، وخط، ورسم.
كان الجمع في دار العلوم بين العلوم الإسلامية والعربية القديمة، وبين العلوم المدرسية الحديثة ـ كما كانوا يسمونها ـ، ثم بي المنهجين النظريّ والتطبيقيّ، وخليقاً أن يطبع خريجي دار العلوم وفتئذ بطابع وسط بين القديم المتمثل في الدراسات الأزهرية، والحديث المتمثل فيما يدريس بالمدارس المصرية الحديثة، والجامعات الأوروبية. وقد جنت مدارس وزارة المعارف ثمرات هذه المدرسة القديمة والحديثة، التي وصلت ماضي الأمة العربية بحاضرها، فكانت من العوامل في النهضة الأدبية والعلمية، التي ظهرت بواكيرها في وادي النيل منذ بدء القرن التاسع عشر. لذلك أقبل كثير من أذكياء الطلاب الأزهريين على دار العلوم، ينهلون من ثقافتها المختلطة. وكان المؤلف من الرّعيل الأول الذي استبق إليها، فنهل وعلّ من معارفها وآدابها. ونال إجازة التدريس منها سنة 1888 م.

## وفاته
أدركته الوفاة في (22 من شهر ربيع الأول سنة 1351 = 26 من يوليو سنة 1932 م).

## مكانته العلمية
كان الشيخ ضليعاً في علوم العربية: نحوها وصرفها ولغتها وعروضها وبلاغتها وأدبها، وكان يروي من ذلك كله ويحفظ الشيء الكثير، مع حسن اعتناء بفهم ما يحفظ، وجودة نقد لما يروي، وبراعة استخراج للعبرة والفائدة. وكان النحو والصرف واللغة والشعر الميدان المحبّب إليه، يجول فيها فيمتع، ويتتبع أقوال الأوائل والأواخر، فلا يكتفي ولا يشبع. ويظهر لي أنه كان معجباً بابن هشام الأنصاري من النحاة المصريين (708 – 761 هـ) وبما جمع شرحه لألفية ابن مالك الموسوم بأوضح المسالك إلى ألفية ابن مالك، من مادة غزيرة. فحفظ مسائله، وجعله أساس دراساته النحوية والصرفية، وتحقيقاته اللغوية، التي كان ينثرها بين يدي تلاميذه في دروسه ومحاضراته. ومنه التقط أغلى درره التي ألف منها كتابه شذا العرف في فن الصرف، مع ما أضاف إليها من شذرات أخرى، من مفصل الزمخشري، ومن شافية ابن الحاجب، وشرحها لرضي الدين الأستراباذي، وغيره من محققي الأعاجم المتأخرين، الذين عنوا بالدراسات الصرفية، وأشبعوها تأليفاً وتوضيحاً وتصنيفاً.
وقد أسبغ الشيخ على هذه المادة التي أحسن اختيارها من كتب العلماء، كثيراً من ذوقه وخبرته بأساليب التعليم والتصنيف، فتصرّف فيها توضيحاً وتهذيباً، وتنسيقاً وتبويباً، حتى جاء هذا الكتاب محكم الطريقة، واضح الأسلوب، جامعاً للعناصر الضرورية التي لا بد منها لدارسي اللغة وفنونها، ممثلاً ما وصلت إليه الثقافة اللغوية في مدارس البصرة والكوفة وبغداد والفسطاط والأندلس، ثم ما انتهت إليه أخيراً على يد ابن مالك وأبي حيّان وتلاميذها من رجال المدرسة النحوية الأخيرة، التي لا تزال آثارها قوية باقية. وإجمال القول، أن كتاب شذا العرف من أنفع الكتب لطلاب الداراسات الصرفية في المدارس والمعاهد وبعض الكليات.
أما سائر معارف الشيخ من اللغة والعروض والأدب العربي: شعره ونثره، والتاريخ والجغرافيا والرياضيات، فقد كان محيطاً بها إحاطة قلما اتفقت لرجال المدرسة القديمة التي عاصرته في الأزهر، وقد كسب الكثير منها في دار العلوم، وفي قراءاته الخاصّة.
كان معنياً بتتبع ما يطبع من الكتب الحديثة التي يؤلفها رجال عصره، كحفني بك ناصف، ومحمد بك دياب، ونظرائهما من رجال المعارف، وكان ينقدها ويساجل أصحابها في بعض مآخذها، كما كان مشغوفاً بقراءة ما ينشر من الكتب القديمة، ويستفيد منها فوائد لا تلبث أن تصبح موضوع حديثه مع تلاميذه. أذكر مرة أنه علم بنشر كتاب الهمع للسيوطي لأول مرة سنة (1327 هـ = 1909 م) فبعث في شراء نسخة منه، ثم جاء في ثاني يوم يقول لطلابه: «قرأت أمس في كتاب الهمع للسيوطي أن من اللغات في لفظة «الّلائي» من الأسماء الموصولة: «الّلا» بالقصر، التي شاعت بين العامة، فينطقها بعضهم باللام المشددة مفتوحة، وبعضهم بكسرها وقلب الألف ياء «الّلي» وكنا نظنها عامية، فإذا هي من صميم اللغة في بعض أحوالها. هكذا كان الشيخ مولعاً بالجديد، وهكذا كان شديد الحرص على إفادة تلاميذه كل نفيس من قديم أو حديث.

## شعره
كان الشيخ الحملاوي شاعراً مكثراً من الشعر؛ يقوله في المناسبات العامة والخاصة، ويقوله فيما يعرض لحياته الخاصة من شؤون، وما يتطلع إليه من آمال. وما يضطرم في نفسه من آلام. وأشعاره تنبئ عن صفاء روحه وقوّة نفسه، واستمساكه بآداب الدين وفضائله، حتى لقبه بعضهم «الشاعر الصوفي». له أشعار في الالتجاء إلى الله وطلب المغفرة، وملك عليه نفسه، وحسه حبّ النبي صلى الله عليه وسلم، فقال في مدحه قصائد كثيرة مطوّلة تبلغ المئين، عارض في أكثرها القدماء من أمثال كعب بن زهير والبوصيري.
له في آل بيت النبي، وخاصة أبناء فاطمة الذين يتصل نسبه بنسبهم، شعر كثير.
أما علماء الإسلام فقد خصّ الإمام الشافعي منهم بنصيب موفور من مدائحه، وكان يحضر مولده في كل عام، يبتدئ الاحتفال بقصيدة، ويختمه بأخرى.
ومدح أبا البركات الدردير من علماء المالكية المتأخرين بقصائد كثيرة في ولده. ومدح ورثى كثيراً من رجال عصره، كزعيم الوطنية: مصطفى كامل باشا، وكصديقه فقيد المعارف: الاستاذ حسن توفيق العدل، ومرثيّتاه فيهما من محاسن شعره. وليس هذا مقام التفصيل في دراسة شعره وشاعريته، وبيان مزاياه وخصائصه، وحسبنا أن نورد هنا مثالين منه: قال يمدح العلم، ويوازن بينه وبين الجاه والمال، في مطلع قصيدة يمدح بها الإمام الشافعي عند بدء الاحتفال بمولده سنة (1331 هـ = 1912 م) 1:
وقال في رثاء الزعيم مصطفى كامل باشا، وقد نشرت بصحيفة اللواء في (22 صفر سنة 1326 = 25 مارس سنة 1908)2:
ومنها على لسان الزعيم ناصحاً بني وطنه3:
ومن رثائه لصديقه الأستاذ حسن توفيق العدل4:
ومنها:

## تلاميذه
أما تلاميذ الشيخ الذين أخذوا عنه في دار العلوم فكثيرون، من أشهرهم الأساتذة:
- الشيخ عبد العزيز شاويش بك.
- محمد عاطف بركات باشا.
- الشيخ محمد الخضري بك.
- الشيخ مهدي زيكو.
- الشيخ أحمد الإسكندري.

أحمد إبراهيم احمد ابراهيم عبد الباقي حفيده
- الشيخ حسن منصور.
- الشيخ محمد مهدي خليل.

وممن تلقوا العلم عليه في مدرسة المرحوم عثمان ماهر باشا الأساتذة:
- حسن مأمون رئيس المحكمة الشرعية العليا.
- عبد الله عفيفي.
- أمين الخولي.
- أحمد زكي صفوت.
- حسن محمد زهران (المحامي).
- طه أبو بكر.
- محمد مهدي علام.
- مصطفى السقا.

وصفوة القول أن العلامة الشيخ أحمد الحملاويّ هو أحد أركان النهضة اللغوية في العصر الحديث، بما ألّف من كتب، وبما تخرّج على يديه من رجال القضاء الشرعي والمحاماة وأساتذة اللغة العربية، وكلهم ممن شغلوا مكاناً فسيحاً في حياة مصر العلمية والأدبية، في معاهدها الكبرى، وجامعاتها القديمة والحديثة.

## مؤلفاته
ومن مؤلفات الشيخ:
1. شذا العرف في فن الصرف.
2. زهر الربيع في المعاني والبيان والبديع (طبع أول مرة سنة 1327 هـ = 1909 م) بالمطبعة الأميرية.
3. مورد الصفا في سيرة المصطفى (طبع أول مرة سنة 1358 هـ = 1939 م) بمطبعة مصطفى البابي الحلبي وأولاده بالقاهرة.
4. قواعد التأييد في عقائد التوحيد (رسالة صغيرة طبعت بمطبعة مصطفى البابي الحلبي وأولاده بالقاهرة سنة (1372 هـ = 1953 م).
5. ديوان شعره. تم طبع الجزء الأول منه في أول يونيه سنة 1957 م، بمطبعة مصطفى البابي الحلبي وأولاده بالقاهرة.

ومؤلفات الاستاذ الحملاوي وآثاره واسعة الجوانب، يحتاج كل منها إلى درس خاص، ولا سيما ديوان شعره.